# Fluoraniline
| Gefahrensymbol | Gefahrensymbol |

| Gefahrensymbol |

| Gefahrensymbol | Gefahrensymbol |

| Gefahrensymbol | Gefahrensymbol |

Die Fluoraniline bilden in der Chemie eine Stoffgruppe, die sich sowohl vom Anilin als auch vom Fluorbenzol ableitet. Die Struktur besteht aus einem Benzolring mit angefügter Aminogruppe (–NH2) und Fluor (–F) als Substituenten. Durch deren unterschiedliche Anordnung (ortho, meta oder para) ergeben sich drei Konstitutionsisomere mit der Summenformel C6H6FN.

## Eigenschaften
Die Einführung des Fluoratoms ändert die Siedepunkte im Vergleich zum Anilin (184 °C) nur wenig.